# Canhotinho
Canhotinho là một đô thị thuộc bang Pernambuco, Brasil. Đô thị này có diện tích 423,869 km², dân số năm 2007 là 24465 người, mật độ 57,72 người/km².